# Jaskinia w Skorocicach u Ujścia Doliny
Jaskinia w Skorocicach u Ujścia Doliny (Schronisko w Skorocicach u Ujścia Doliny) – jaskinia na terenie Niecki Nidziańskiej. Wejście do niej znajduje się w Dolinie Skorocickiej (Niecka Solecka), na północny wschód od Skorocic, w pobliżu Jaskini Skorocickiej i Jaskini Ucho Olki, na wysokości 200 m n.p.m. Długość jaskini wynosi 122 metry, a jej deniwelacja 4,5 metrów.

Jaskinia znajduje się na terenie rezerwatu przyrody „Skorocice” i jest nieudostępniona turystycznie.

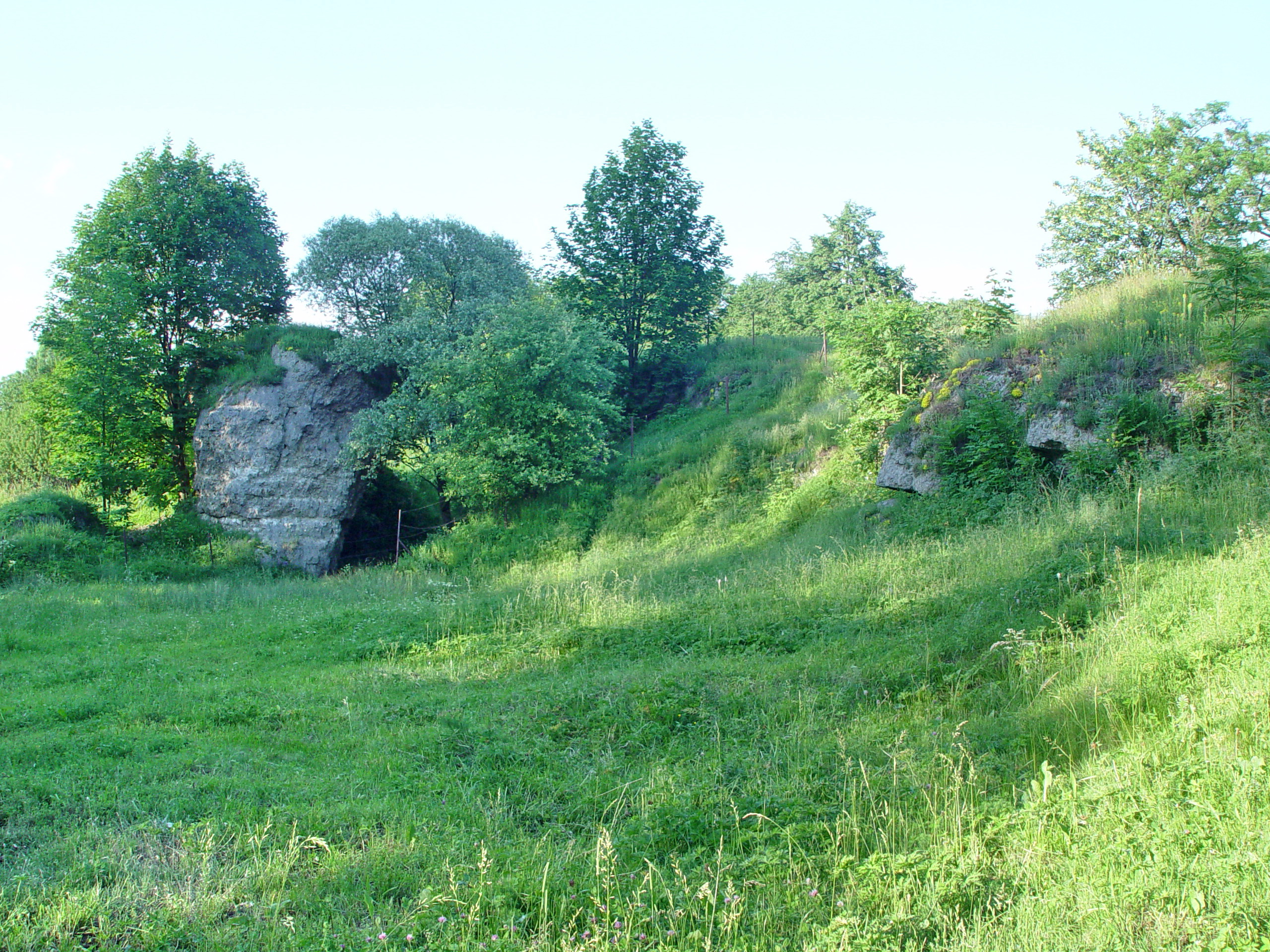
Rezerwat przyrody Skorocice

## Opis jaskini
Główną częścią jaskini jest obszerna i szeroka sala zaczynająca się zaraz za szerokim otworem wejściowym. Odchodzą z niej dwa ciągi:
- na północ szeroki 10-metrowy korytarz, który na końcu rozdziela się. Na wprost korytarz prowadzi do Partii Rumowego Kubusia (kilka niewielkich salek i wąskich korytarzyków), w dół przez studzienkę w dnie korytarza dochodzi się do Korytarza z Łuskami zalanego na końcu wodą, na lewo idzie zawaliskowy korytarzyk do południowej części głównej sali.
- na południowy zachód wąski korytarzyk, który dochodzi do dużej sali w Zapomnianych Partiach. Stąd odchodzi kilkumetrowy korytarzyk kończący się zawaliskiem i korytarzyk idący do niewielkiej salki wypełnionej wodą[2][3].

## Przyroda
W jaskini brak jest nacieków. Występują w niej stałe jeziorka. Ściany są wilgotne, rosną na nich mchy i glony. Jaskinię zamieszkują nornice, nietoperze i lisy.

## Historia odkryć
Główna sala jaskini była znana od dawna. Pozostałe jej części zostały odkryte w latach 1980-1999. Pierwszy opis i plan jaskini (głównej sali) sporządził Kazimierz Kowalski w 1954 roku.Opis i plan całej jaskini sporządzili J. Gubała i A. Kasza w 1999 roku.